# Vlag van Hongarije
De vlag van Hongarije is een horizontale driekleur in de kleuren rood, wit en groen. In de staatsversie van de vlag staat in het midden het wapen van Hongarije, terwijl de oorlogsversie het wapen op een wit veld boven twee takken met een gedecoreerde rand toont. In deze vorm is de vlag officieel in gebruik sinds 23 mei 1957, maar het rood-wit-groen speelt al veel langer een belangrijke symbolische rol in Hongarije.

## Symboliek
De vlag is afgeleid van de vlag die door de vrijheidsbeweging van 1848-1849 gebruikt werd. Deze beweging pleitte voor het afschaffen van de Habsburgse monarchie en het oprichten van een Hongaarse republiek. De driekleur werd destijds gebaseerd op de Franse vlag en de ideeën van de Franse Revolutie, waarbij de kleuren rood, groen en wit uit het toenmalige wapen van Hongarije werden gehaald. Het Hongaarse wapen ziet er sinds de 15e eeuw ongeveer hetzelfde uit en is een samenvoeging van wapens van het Huis Árpád (de stichtende dynastie van Hongarije) die voor het eerst aan het einde van de 12e en het begin van de 13e eeuw verschenen. De kroon is de Stefanskroon.
De Hongaarse vlag heeft zijn oorsprong dus in de republikeinse beweging uit de 19e eeuw (via de vorm van de driekleur) en in het middeleeuwse Hongarije (via de kleuren rood, wit en groen).
Folklore uit de Romantiek gaf elke kleur een symbolische betekenis: rood staat voor kracht, wit voor geloof en groen voor hoop. Anderen zagen rood als symbool van voor het vaderland gevloeide bloed, wit als kleur van de vrijheid en groen als verwijzing naar de Hongaarse grond.

## Kleurspecificatie
| hexadecimal R.G.B | CD.2A.3E  | FF.FF.FF    | 43.6F.4D  |
| decimal R.G.B     | 205,42,62 | 255,255,255 | 67,111,77 |

## Ontwerp
De breedte van de vlag is normaal gesproken tweemaal zo groot als de hoogte, waarbij elk van de drie banen een derde van de hoogte inneemt. De handelsvlag heeft echter een hoogte-breedteverhouding van 2:3 in plaats van 1:2.
In het midden van de staatsvlag staat het nationale wapen, dat zich uitstrekt tot over de rode en groene baan. Wanneer de vlag verticaal gehangen wordt, wordt het wapen zodanig geplaatst dat het zich geheel in de witte baan bevindt met de kroon aan de bovenzijde. De rode baan bevindt zich doorgaans aan de rechterkant, zodat men een gewone vlaggenstok horizontaal kan hangen om de vlag verticaal te laten wapperen.
De oorlogsvlag toont het Hongaarse wapen op een wit veld boven twee takken. De rand van de vlag is gedecoreerd met groene en rode wolventanden. In de oorlogsvlag te land nemen deze de vorm van vlammen aan, terwijl ze in de oorlogsvlag te water driehoekig zijn. De hoogte-breedteverhouding van de oorlogsvlag is 2:3, 31:40 of 4:5.

## Geschiedenis

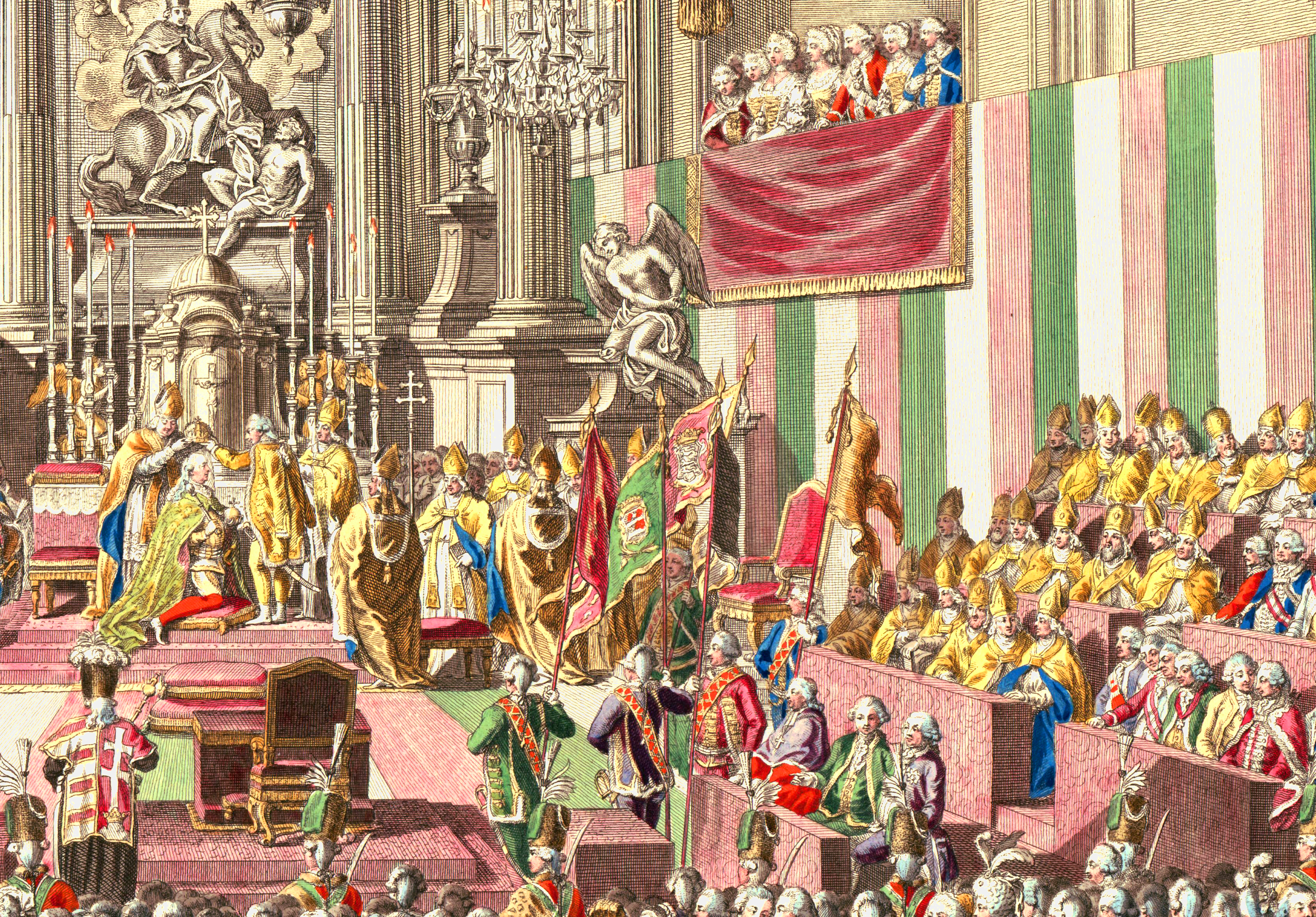
Hongaarse nationale kleuren op de muur, Hongaarse keizer Leopold II in Presburg (Pozsony, het huidige Bratislava) in 1790, 58 jaar voor de Hongaarse revolutie

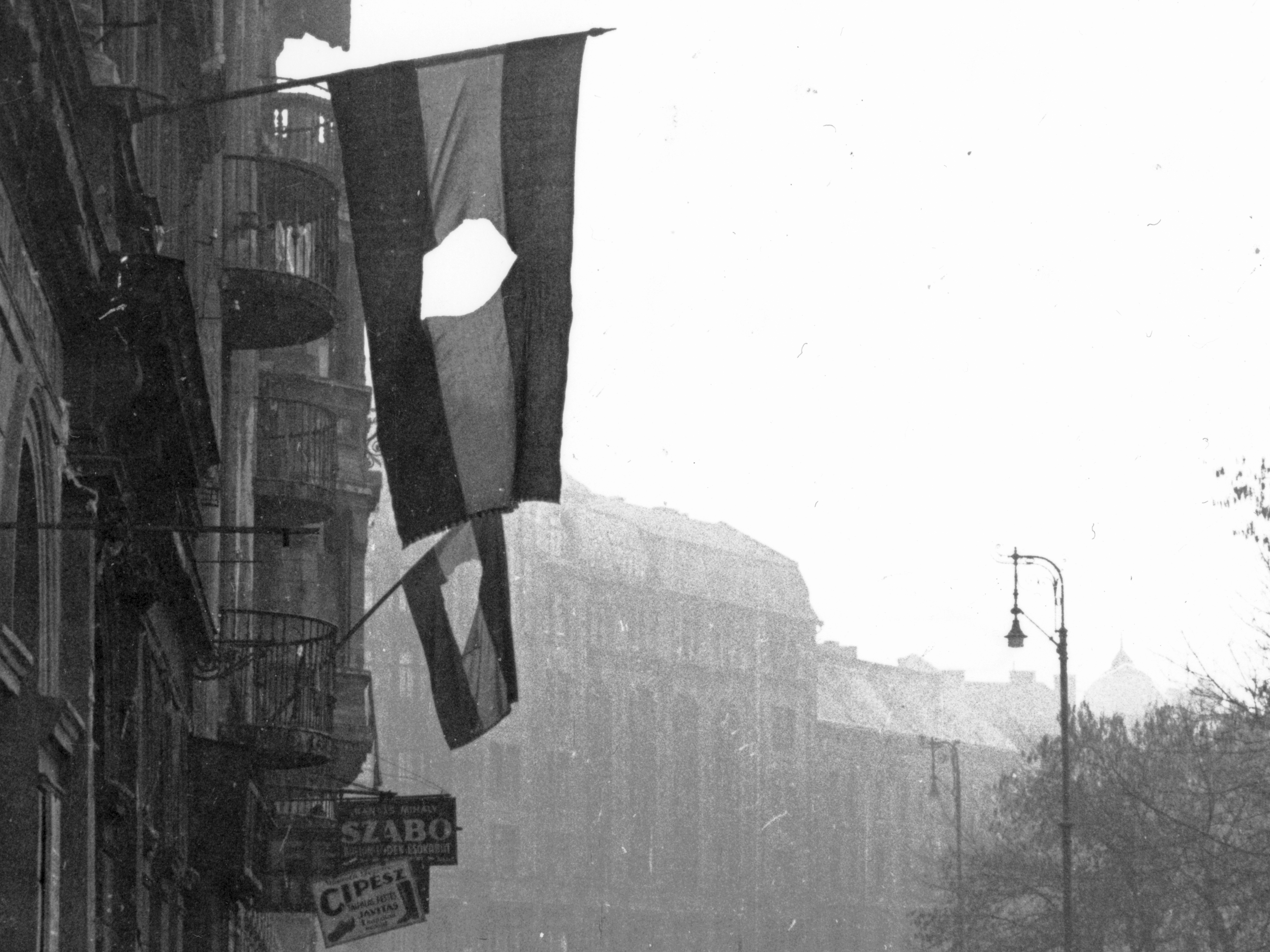
Het symbool van de Hongaarse Opstand in 1956: de vlag met gaten

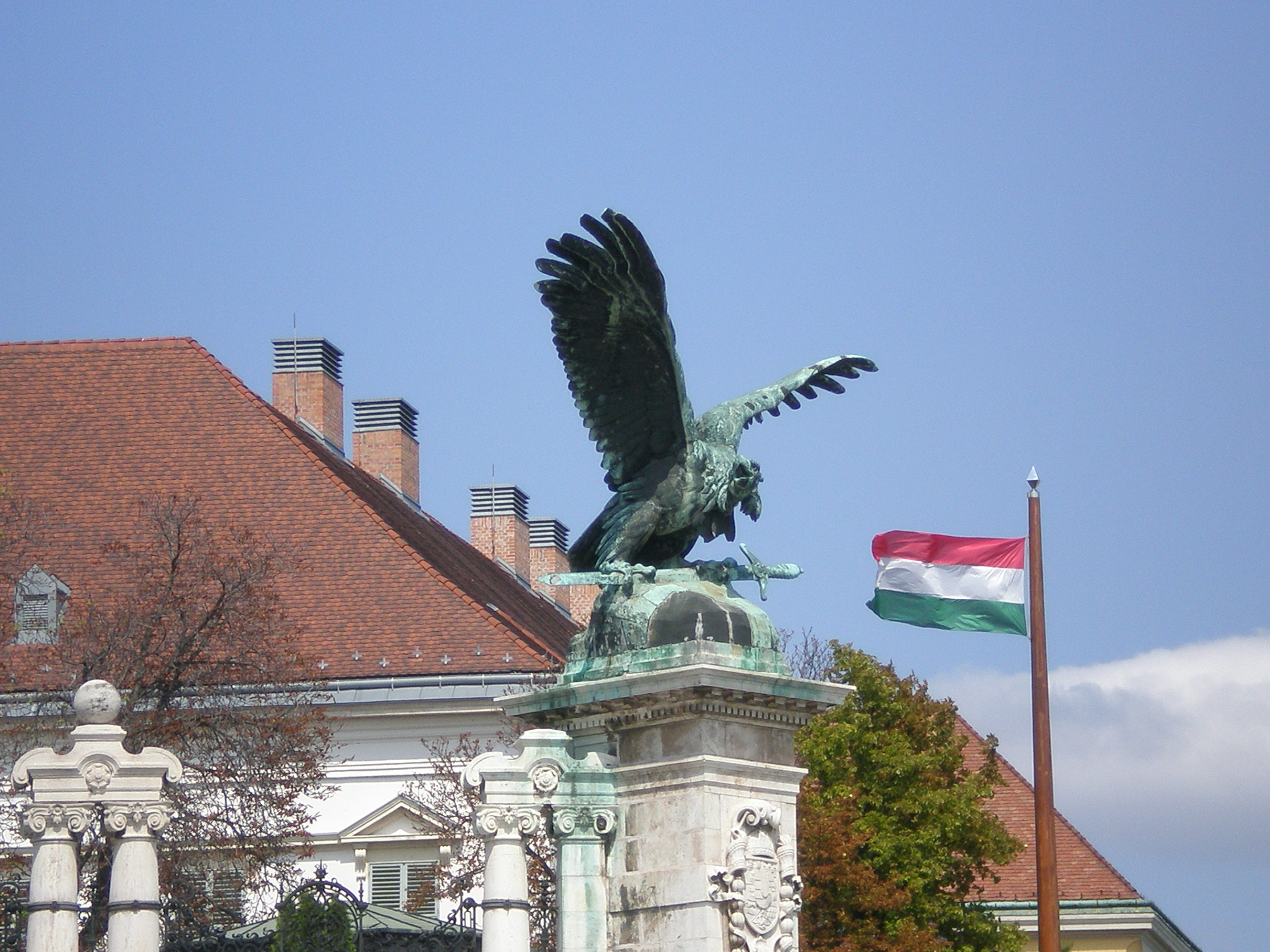
De Hongaarse vlag naast een beeld van de Turul op de Burchtheuvel

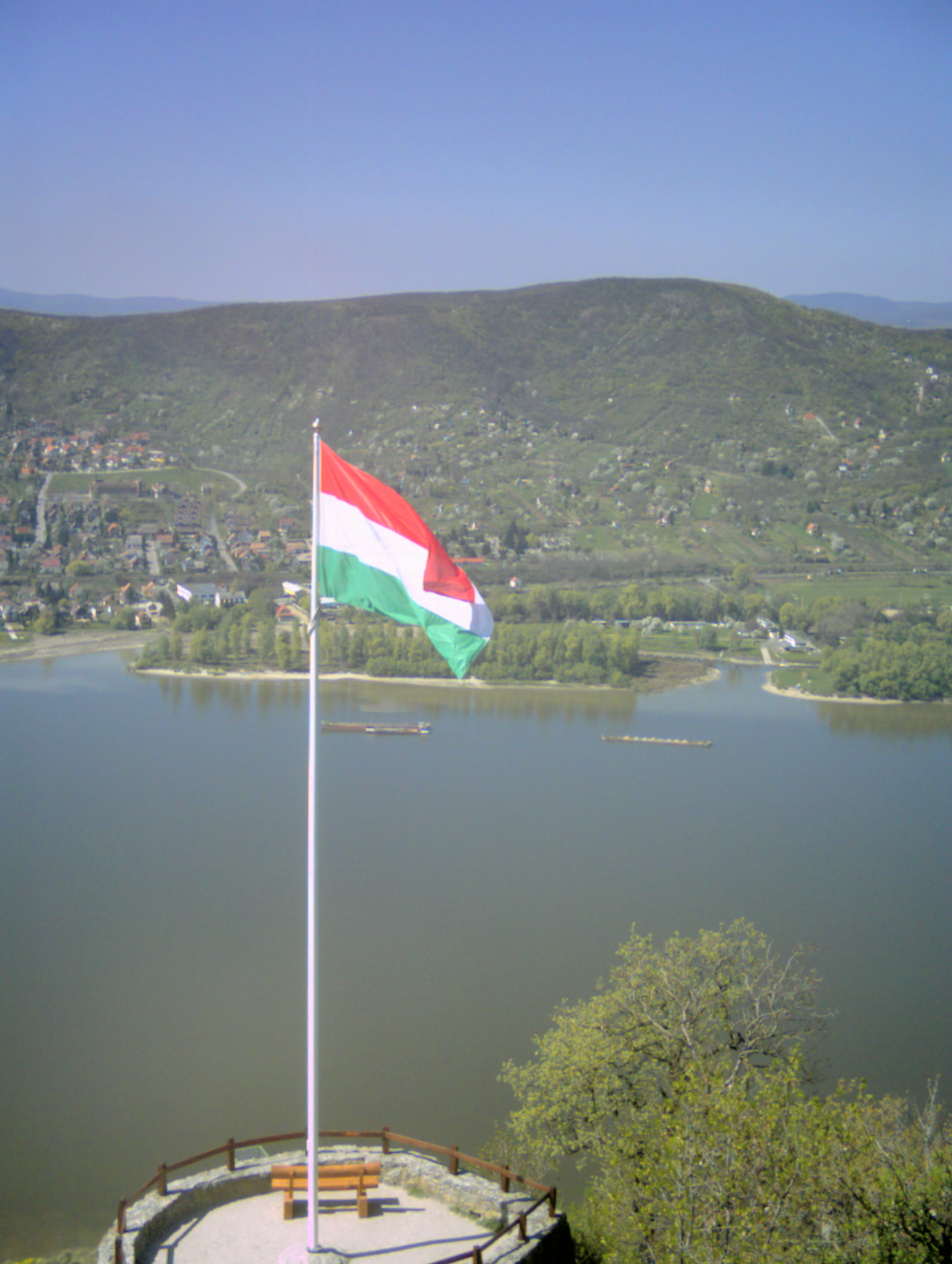
Hongaarse vlag aan de Donau bij Nagymaros

De moderne vlag van Hongarije is ontstaan uit de nationale vrijheidsbeweging van voor 1848, die culmineerde in de Hongaarse Revolutie van 1848. De revolutie was niet alleen gericht tegen de monarchie, maar ook tegen de Habsburgse Rijk en tegen de vorming van een onafhankelijke republiek. Daarom heeft de Hongaarse vlag een driekleur element, dat is gebaseerd op de Franse vlag, als een weerspiegeling van de ideeën van de Franse Revolutie; terwijl rood, wit en groen kleuren zijn die zijn afgeleid van het historische Hongaars wapen, dat in wezen in dezelfde vorm is gebleven sinds het midden van de 15e eeuw, met uitzondering van enkele kleine verschillen, en werd gecombineerd van wapens die voor het eerst verschenen aan het eind van de 12e en het begin van de 13e eeuw als wapens van de Árpáds, de oprichtingsdynastie van Hongarije. De strepen zijn horizontaal in plaats van verticaal om verwarring met de Italiaanse vlag te voorkomen, hoewel de banier in die vorm minstens 7 jaar ouder was dan de Italiaanse driekleur, maar in tegenstelling tot Italië namen de Italianen het in 1797 aan als de vlag van een Italiaanse staat. Volgens andere gegevens, maar geen bewijs van, werd de recente vorm van de Hongaarse driekleur al gebruikt vanaf 1608 bij de kroning van Mathias II van Hongarije en volgende kroningen. Folklore uit de romantische periode schreef de kleuren toe aan deugden: rood voor kracht, wit voor trouw en groen voor hoop. Of rood voor het bloed dat vergoten werd voor het vaderland, wit voor vrijheid en groen voor het land, voor de weiden van Hongarije. De nieuwe grondwet, die op 1 januari 2012 van kracht werd, maakt de eerstgenoemde ex-post interpretatie officieel (in de semi-officiële vertaling: kracht (erő), trouw (hűség) en hoop (remény)).
Zoals hierboven beschreven kwam de rode, witte en groene driekleur duidelijk naar voren als teken van nationale soevereiniteit tijdens de revolutie van 1848-1849 tegen de Habsburgers. Hongaarse vrijwilligers en emigranten vochten voor de sociale beweging en de oorlogen van de Italiaanse eenwording onder het vaandel van Garibaldi. Nadat de revolutie in Hongarije was verslagen, werd de driekleurige vlag verboden door de Oostenrijkse keizer. Na de Ausgleich van 1867 werd de vlag dan toch de officiële vlag van Hongarije. De vlag toonde in het midden de kleine versie van het Hongaarse wapen, met aartsengels die het wapen vasthielden. De vlag is drie keer aangepast. Deze vlag werd gebruikt tot het einde van Oostenrijk-Hongarije in 1918. Oostenrijk-Hongarije gebruikte in dezelfde periode een vlag die een combinatie was van de Hongaarse vlag en het rood-wit-rood van de vlag van Oostenrijk.
Na de val van het Oostenrijks-Hongaarse Rijk, braken er enkele turbulente jaren aan waarin verschillende varianten van de vlag zichtbaar waren. De basis — een rood-wit-groene driekleur — bleef hetzelfde, maar het embleem varieerde.
In november 1919 werd de monarchie hersteld, maar wel zonder monarch. In maart 1920 werd Miklós Horthy regent; hij zou tot 1944 blijven regeren. Tot 1944 werd het koninklijke wapenschild plus de Hongaarse kroon in het midden van de vlag afgebeeld, en dat zou tussen 1946 en 1949 weer gebeuren.
Tijdens het Stalinistische regime stond in het centrum van de vlag het wapenschild met een rode ster (1949-1956). Tijdens de revolutie in 1956 (de Hongaarse Opstand) werden deze er uitgeknipt. Een driekleur met een gat in het midden werd het symbool van de revolutie van 1956 en is nog steeds te zien in het Hongaarse straatbeeld, vooral bij monumenten ter ere van de slachtoffers van de opstand.
De vlag die de Volksrepubliek Hongarije tussen 1957 en 1989 gebruikte bevatte het nieuwe in 1957 aangenomen wapen, dat ontworpen was omdat het oude wapen gehaat werd door de tegenstanders van de communistische machthebbers. De opname van het wapen in de vlag was echter niet officieel vastgelegd en daarom kan men stellen dat sinds 1957 de 'kale' rood-wit-groene driekleur in gebruik is.
Sinds Hongarije in 1991 het Warschaupact verliet, wordt vrijwel overal de vlag zonder wapen gebruikt. Om redenen van esthetiek of historie zijn vlaggen met het wapen erin soms nog te zien.

Vlag van het Vorstendom Hongarije (895-1000)
Vlag van het Koninkrijk Hongarije (11e-12e eeuw)
Vlag van het Koninkrijk Hongarije (eind 12e eeuw)
Vlag van het Koninkrijk Hongarije (13e eeuw)
Vlag van het Koninkrijk Hongarije (13e eeuw-1301)
Vlag van het Koninkrijk Hongarije (1301-1382)
Vlag van het Koninkrijk Hongarije onder het bewind van Keizer Sigismund (1387-1437)
Vlag van het Koninkrijk Hongarije onder het bewind van Wladislaus van Varna (1440-1444)
Vlag van het Koninkrijk Hongarije onder het bewind van Matthias Corvinus (1458-1490)
Vlag van het Koninkrijk Hongarije onder het bewind van Wladislaus II (1490-1516)
Vlag van het Koninkrijk Hongarije onder het bewind van Lodewijk II (1516-1526)
Vlag van de Habsburgse monarchie werd gebruikt in het Koninkrijk Hongarije (1526-1848, 1849-1867)
Vlag van de Hongaarse Revolutie (1848)
Vlag van de Hongaarse Revolutie en het Koninkrijk Hongarije (1848-1849, 1867-1869)
Vlag van het Koninkrijk Hongarije (1869-1874)
Vlag van het Koninkrijk Hongarije (1874-1896)
Vlag van het Koninkrijk Hongarije (1896-1915)
Vlag van het Koninkrijk Hongarije (1915-1918)
Handelsvlag van Oostenrijk-Hongarije (1869-1918)
Vlag van de Democratische Republiek Hongarije (1918-1919)
Vlag van de Hongaarse Radenrepubliek (1919)
Vlag van de Hongaarse Republiek, het Koninkrijk Hongarije en de Hongaarse Staat (1919-1946)
Vlag van de Republiek Hongarije (1946-1949, 1956-1957)
Vlag van de Volksrepubliek Hongarije (1949-1956)
Vlag van de Hongaarse Opstand (1956)
Vlag van de Volksrepubliek Hongarije en de Volksrepubliek Hongarije (gebruikt in de periode 1957-1989, officieus)

## Vlaginstructie
De Hongaarse vlag wordt als teken van rouw niet halfstok gehangen, zoals in de meeste andere landen gebruikelijk is. In plaats daarvan wordt gevlagd met zwarte vlaggen.